# Безугловка (Броварский район)
Безу́гловка (укр. Безуглівка) — село, входит в Згуровскую поселковую общину Броварского района Киевской области Украины. До 2020 года входило в состав Згуровского района.
Население по переписи 2001 года составляло 307 человек. Почтовый индекс — 07640.

## Местный совет
07640, Киевская обл., Згуровский р-н, с. Безугловка, ул. Крикуна, 2